# Les Diablerets
Les Diablerets är en by och vintersportort i kantonen Vaud i Schweiz. Det är huvudorten i kommunen Ormont-Dessus. Här hålls en internationell filmfestival varje år sedan 1969.

### Fotnoter
1. ↑  [https://web.archive.org/web/20140519012940/http://www.mountainfilmalliance.org/member-festival/festival-du-film-des-diablerets-montagneexploits-environnement ”Festival du Film des Diablerets, Montagneexploits-environnement 
Les Diablerets, Switzerland”] (på engelska). International Alliance for Mountain Film. Arkiverad från originalet den 19 maj 2014. https://web.archive.org/web/20140519012940/http://www.mountainfilmalliance.org/member-festival/festival-du-film-des-diablerets-montagneexploits-environnement. Läst 13 februari 2014.